# Jetsada Jitsawad
Jetsada Jitsawad (en tailandés: เจษฎา จิตสวัสดิ์, Bangkok, Tailandia; 5 de agosto de 1980) es un exfutbolista y entrenador de fútbol de Tailandia que jugaba en la posición de defensa.

## Carrera

### Club
| Periodo   | Club              | Apariciones | Goles |
| --------- | ----------------- | ----------- | ----- |
| 2001-2008 | Tobacco Monopoly  | 142         | 4     |
| 2009-2010 | Muangthong United | 57          | 0     |
| 2011–2012 | BEC Tero Sasana   | 15          | 0     |
| 2012–2014 | Chiangrai United  | 39          | 0     |
| 2015–2016 | TTM Customs       | 20          | 0     |
| 2016      | Pattaya United    | 0           | 0     |

### Selección nacional
Jugó para Tailandia en 28 ocasiones de 2002 a 2012, participó en dos ediciones de la Copa Asiática y en los Juegos Asiáticos de 2002.

### Entrenador
| Periodo   | Club                 |
| --------- | -------------------- |
| 2016      | Pattaya United       |
| 2020      | Bang Pa-in Ayutthaya |
| 2020      | Udon Thani FC        |
| 2021–2022 | Ayutthaya United     |

## Logros
- Liga de Tailandia (3): 2005, 2009, 2010
- Liga 2 de Tailandia (1): 2000
- Copa Kor Royal (2): 2006, 2010